# Sebastian Tretola
Sebastian Tretola (San Bernardino, 1º maggio 1992) è un giocatore di football americano statunitense che milita nel ruolo di offensive guard negli Houston Roughnecks della X Football League (XFL).

## Carriera professionistica

### Tennessee Titans
Al college, Tretola giocò a football con gli Arkansas Razorbacks. Fu scelto nel corso del sesto giro (193º assoluto) del Draft NFL 2016 dai Tennessee Titans. Debuttò come professionista subentrando nella gara dell'ottavo turno vinta contro i Jacksonville Jaguars. Tretola fu svincolato il 28 luglio 2017 dopo avere subito un colpo di pistola a una gamba.

## Statistiche
| Partite totali      | 1 |
| Partite da titolare | 0 |